# Монтаппоне
Монтаппоне (итал. Montappone) —  коммуна в Италии, располагается в регионе Марке, в провинции Фермо.
Население составляет 1745 человек (2008 г.), плотность населения составляет 171 чел./км². Занимает площадь 10 км². Почтовый индекс — 63020. Телефонный код — 0734.
Покровителем коммуны почитается святой Георгий, празднование 23 апреля.

## Демография
Динамика населения:

## Администрация коммуны
- Официальный сайт: https://web.archive.org/web/20091230153340/http://www.provincia.ap.it/Montappone/